# Тироксин
Тироксинът наричан още тетрайодтиронин или Т4 ( 3,5,3',5'-tetraiodothyronine) е тироиден хормон, секретиран от щитовидната жлеза. Представлява хормон с влияние върху дейността на нервната система и общия метаболизъм на организма. Ускорява протичането на нервни процеси, повишава възбудимостта на нервните клетки и възбудимостта на структурите, инервирани от симпатиковата нервна система. За синтеза му е необходим йод, който клетките на щитовидната жлеза имат способност да извличат от кръвната плазма.